# Bladee
Benjamin Reichwald (* 9. dubna 1994 Stockholm), profesionálně známý jako Bladee, je švédský rapper, zpěvák a návrhář. V roce 2013 založil hudební kolektiv Drain Gang (v překladu kanální banda) spolu s kamarády z dětství Ecco2K, Thaiboy Digital a Whitearmor. Ve stejném roce začal vydávat hudbu a pozornost získal po navázání spolupráce s Rapperem Yung Lean.
Svůj debutový mixtape Gluee vydal v roce 2014 a debutové album jménem Eversince v roce 2016. V roce 2017 se stal uměleckým ředitelem oděvní řady Sadboys Gear Yung Lean a vydal Working on Dying, mixtape ve spolupráci se stejnojmennou produkční skupinou. Bladee vydal Red Light a Icedancer v roce 2018.
V průběhu roku 2020 Bladee vydal tři projekty: Exeter, 333 a Good Luck, společné album s producentem Mechatokem. Své páté studiové album The Fool, které se setkalo s chválou kritiky, vydal v roce 2021. Později téhož roku vystavil svou první samostatnou kolekci obrazů Real Sprin9 a vydal kolekci ve spolupráci s americko-švédskou oděvní značkou GANT. V roce 2022 vydal Crest, společné album s Ecco2K, stejně jako Spiderr, jeho šesté sólové album.
V roce 2023 vydal několik singlů ve spolupráci se Skrillex a Yung Lean. V roce 2024 Bladee vydal Psykos, společné album s Yung Lean, a také Cold Visions. Téhož roku se objevil na remixu písně od Charli XCX „Rewind“ a oznámil svůj odchod od labelu a manažerské společnosti Year0001.